# Iszker
Az Iszker vagy Iszkar  (bolgárul Искър [Iszk'r]) folyó Bulgária területén, mely a Duna jobb oldali mellékfolyója. A folyó nevében lévő második magánhangzót a magyar nyelvű térképek eltérően tüntetik fel, az Iszker, az Iszkar, az Iszhar, az Iskár és az Iszkár egyaránt csak körülírja a szóban található bolgár magánhangzót, ezért lehet többféle formával is találkozni.

## Földrajzi adatok
Geológiai szempontból a Balkán legidősebb folyója. A  Rila-hegység északi felén keletkezik 2500 méter magasságban, Szamokov városkánál,  Szófia közelében, négy patak összefolyásával. A patakok név szerint a Jobb oldali Iszkar (Прав Искър), Fekete Iszkar (Черни Искър), Bal oldali Iszkar (Леви Искър) és a Fehér Iszkar (Бели Искър). Áttöri magát a Balkán-hegység szurdokain (ez az egyetlen folyó, amely átszeli e hegységet) és Pleventől  40 km-re északra Gigen helységnél torkollik a Dunába. Hossza 368 km, és az Iszkar a leghosszabb „csak” bolgár folyó. Vízgyűjtő területe 8646 km².
Magyar vonatkozású esemény, hogy a folyó és a környék feltérképezésében jelentős szerepet játszott a Balkán Kolumbuszának titulált Kanitz Fülöp.
A bolgárság egyik tradicionális kultuszközpontjából eredő folyó számos történeti emlék mellett folyik, egyik leghíresebb a Rilai kolostor. A folyó áradásai során nagy károkat okozott már a környező településeknek ezért fokozott figyelmet fordítanak a időjárás-előrejelzésre, annak érdekében, hogy a kialakuló természeti csapások hatásait csökkenteni lehessen.

## Érdekességek
- A folyó neve az ókorban Oescus  volt.[4]
- Nagy duzzasztógátat és víztározót építettek a folyón Szófiától délre, ahol a folyót nagy mesterséges tóvá duzzasztották.
- A Nyugat-Antarktiszhoz tartozó Livingston-szigeten található az Iszkar Gleccser, mely a folyó iránti tiszteletből kapta nevét.

## Galéria

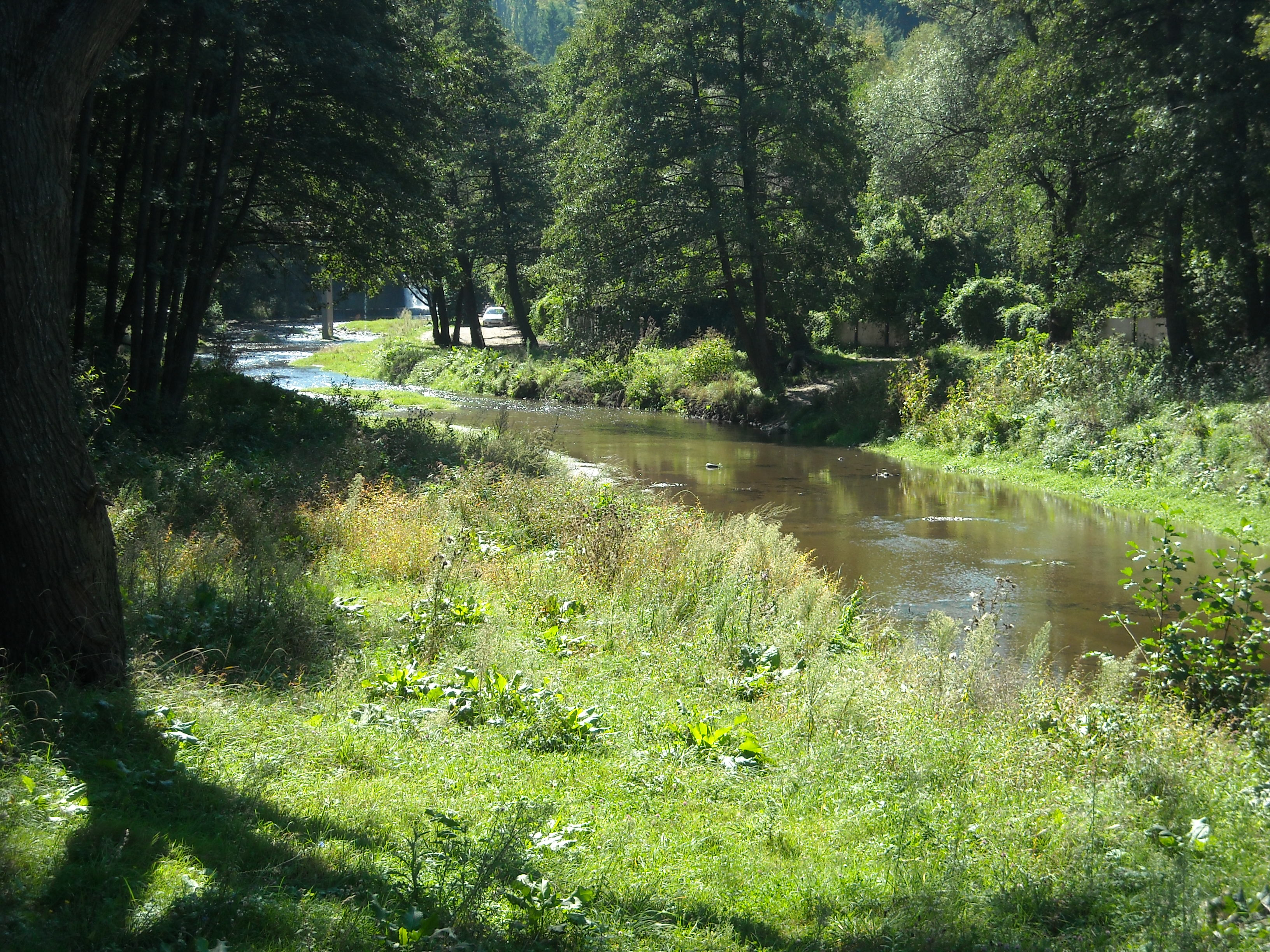
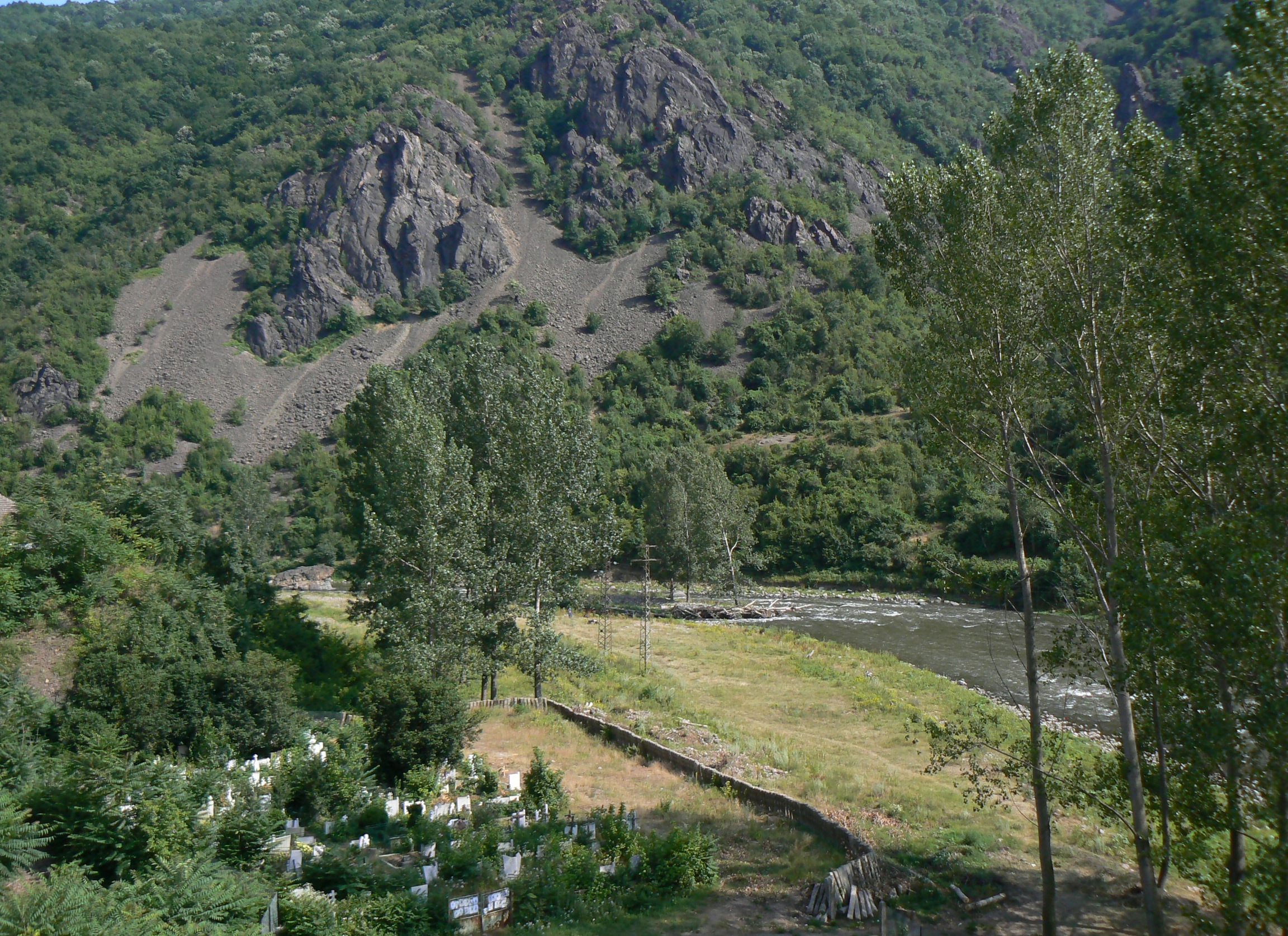
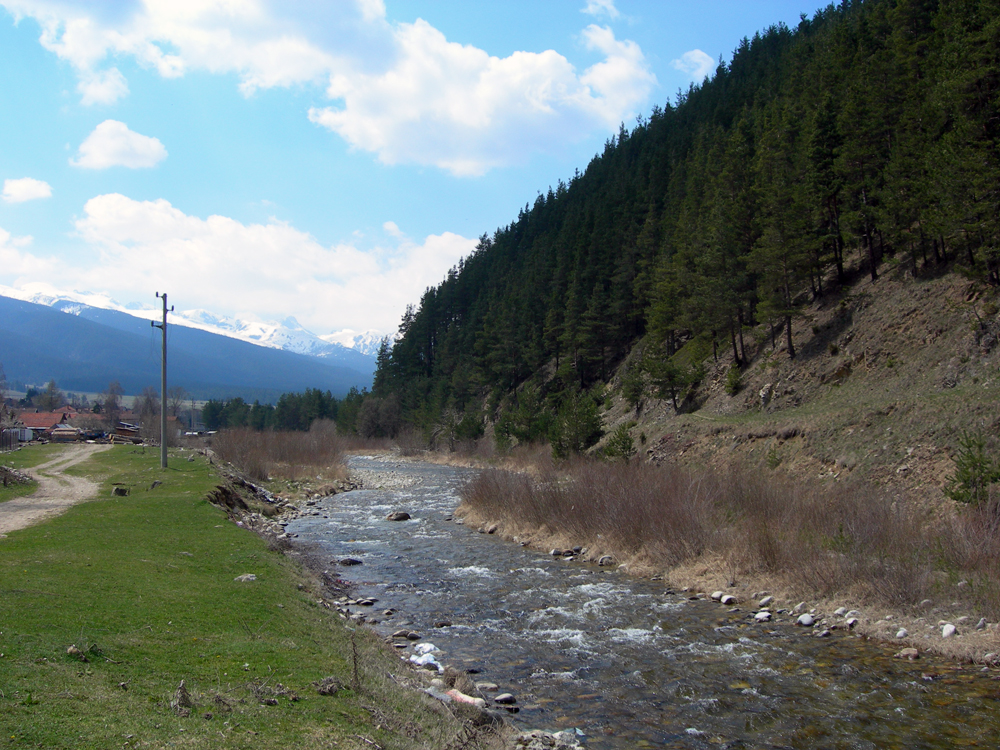

## Fordítás
- Ez a szócikk részben vagy egészben  az   Iskar (river) című angol Wikipédia-szócikk ezen változatának fordításán alapul.  Az eredeti cikk szerkesztőit annak laptörténete sorolja fel. Ez a jelzés csupán a megfogalmazás eredetét és a szerzői jogokat jelzi, nem szolgál a cikkben szereplő információk forrásmegjelöléseként.